# 木下元秀
木下 元秀（きのした もとひで、2001年7月25日 - ）は、大阪府堺市出身の元プロ野球選手（外野手）。左投左打。NPBでは育成選手であった。

## 経歴

### プロ入り前
堺市立三国丘中学校時代は硬式野球のクラブチームであるサウスウインドヤングに所属し、その後敦賀気比高等学校に進学。2年夏の甲子園でエースとして出場し、1回戦で木更津総合を相手に先発登板したが、6失点し初戦敗退した。その後肘を痛めて外野手に転向し、3年夏は4番打者として再び甲子園に出場しベスト16に進出。自身は3試合で打率.583を記録した。高校通算で38本の本塁打を放った。
2019年9月にプロ志望届を提出。その後、10月17日に行われたドラフト会議にて、広島東洋カープから育成選手ドラフト2位指名を受け、11月14日に支度金290万円、年俸240万円で仮契約した。背番号は124。

### 広島時代

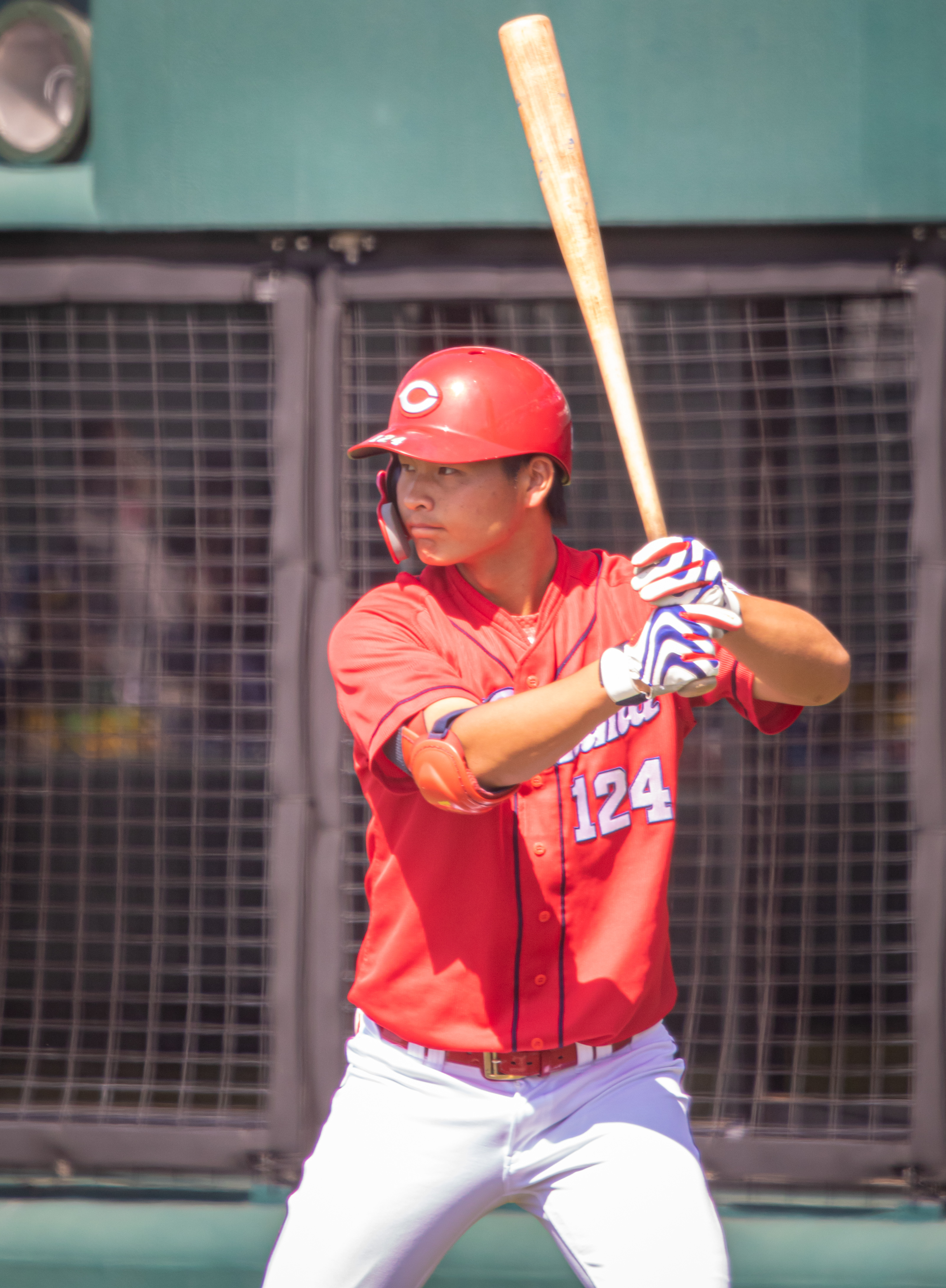
2020年10月1日（タマホーム スタジアム筑後）

2020年はウエスタン・リーグで60試合に出場し、打率.180に終わるも、本塁打はチーム2位の7本を記録した。
2021年は、ウエスタン・リーグで89試合に出場し、打率.241、2本塁打、22打点を記録した。
2022年は、ウエスタン・リーグで79試合に出場し、打率.249、3本塁打、32打点を記録した。
2023年は、ウエスタン・リーグで69試合に出場し、打率.209、0本塁打、14打点の成績で、10月5日に戦力外通告を受けた。

### オリックス時代
2023年11月16日、オリックス・バファローズが育成契約で木下を獲得することをスポーツ報知が報じ、12月6日、井口和朋（前日本ハム）、香月一也（前巨人）とともに、育成選手としてオリックスに入団することが正式発表された。背番号は123。
2024年は3月13日にチームオープン戦初本塁打を記録した。しかしニ軍では29試合に出場して打率.182、0本塁打、1打点と結果を残せず、10月3日に2年連続となる戦力外通告を受けた。

## 選手としての特徴・人物
長打力が持ち味であり、全打席で本塁打を狙っている。
憧れの選手は高校の先輩である吉田正尚であり、2020年オフには弟子入りし、共に自主トレを行っている。ほか、小さいころからオリックス・バファローズを観てきて、大好きな選手にT-岡田を挙げており、2023年オフに広島を戦力外となって自身がオリックスに移籍することになったことについては「一度はオリックスのユニホームを着てみたかったんです」「今回（の移籍）は奇跡です」と語っている。

## 詳細情報

### 年度別打撃成績
- 一軍公式戦出場なし

### 背番号
- 124（2020年[6] - 2023年）
- 123（2024年[13]）